# Luci Mecili (tribú 416 aC)
Luci Mecili (en llatí Lucius Maecilius) va ser un magistrat i polític romà del segle v aC. Formava part de la gens Mecília, una gens romana d'origen plebeu i probablement fou net de Luci Mecili, tribú en 471 aC. El 416 aC. Metilius fou Tribú de la plebs amb el seu company Espuri Metili.